# Orientspov
Orientspov (Numenius madagascariensis) är en fågel i familjen snäppor inom ordningen vadarfåglar. Den häckar i våtmarker i östra Ryssland och östra Mongoliet. Vintertid flyttar den huvudsakligen till Australien. Arten är fåtalig och minskar kraftigt i antal, så pass att den kategoriseras som starkt hotad.

## Kännetecken
Orientspoven är med sina 60–66 centimeter i längd och 110 centimeter i vingbredd möjligen den allra största fågeln i familjen, endast i konkurrens med storspoven. Den är mest lik den något mindre långnäbbade spoven och har liksom denna en mycket lång näbb, 13–20 centimeter lång. Den skiljer sig från övriga spovar i släktet Numenius på sina enfärgade vingundersidor och från storspov på avsaknad av vit kil på övergumpen och mörkare kroppssidor. Lätet är en spovtypiskt kru-lii.

## Utbredning och systematik
Orientspoven häckar i östra Ryssland från övre delen av Nedre Tunguska österut genom Verchojanskbergen till Kamtjatkahalvön och söderut till Primorje kraj och nordöstra Mongoliet. Efter häckningen flyttar den framför allt till Australien, där upp till 75% av värdspopulationen övervintrar, men också Kina, Indonesien, Papua Nya Guinea och Filippinerna. Den har noterats under sträcket i Japan, Brunei, Bangladesh, Thailand, Vietnam, Filippinerna, Malaysia och Singapore. En särskilt viktig rastplats är området kring Gula Havet i Nordkorea, Sydkorea och Kina.
Tillfälligt har arten påträffats i Bangladesh, Oman, ön Diego Garcia i Indiska Oceanen, och i Nordamerika (huvudsakligen under vår och sommar i Aleuterna, med enstaka fynd i september även i British Columbia och Hawaiiöarna. Ett fynd finns även rapporterat från nordöstra Afghanistan.
Arten behandlas som monotypisk, det vill säga att den inte delas in i några underarter. Genetiska studier visar att den är en systerart till artparet storspov och smalnäbbad spov.

## Levnadssätt
Fågeln häckar i små kolonier med två till tre par från början av maj till slutet av juni på öppna myrar, mossar och fuktängar samt vid sumpiga mader kring småsjöar. Den lägger i genomsnitt fyra ägg. Troligen börjar den häcka senare än de flesta andra vadare, möjligen först den är tre till fyra år gammal. Under häckningstid äter den insekter, bland annat skalbagge- och fluglarver, och märlkräftor. Under sträcket och vintertid förekommer den framför allt utmed kusten vid flodmynningar, saltträsk, mangroveträsk och marskland, framför allt där det förekommer Zosteraceae-sjögräs. Här livnär den sig av marina invertebrater, framför allt krabbor och små mollusker, men också andra skaldjur och havsborstmaskar.

## Bildgalleri

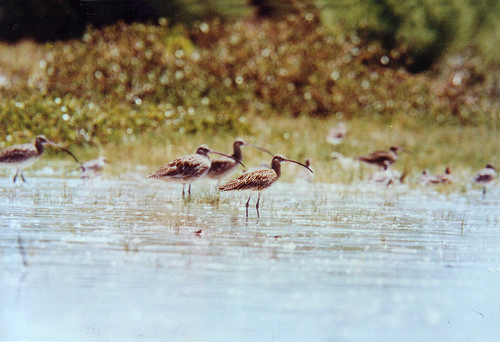
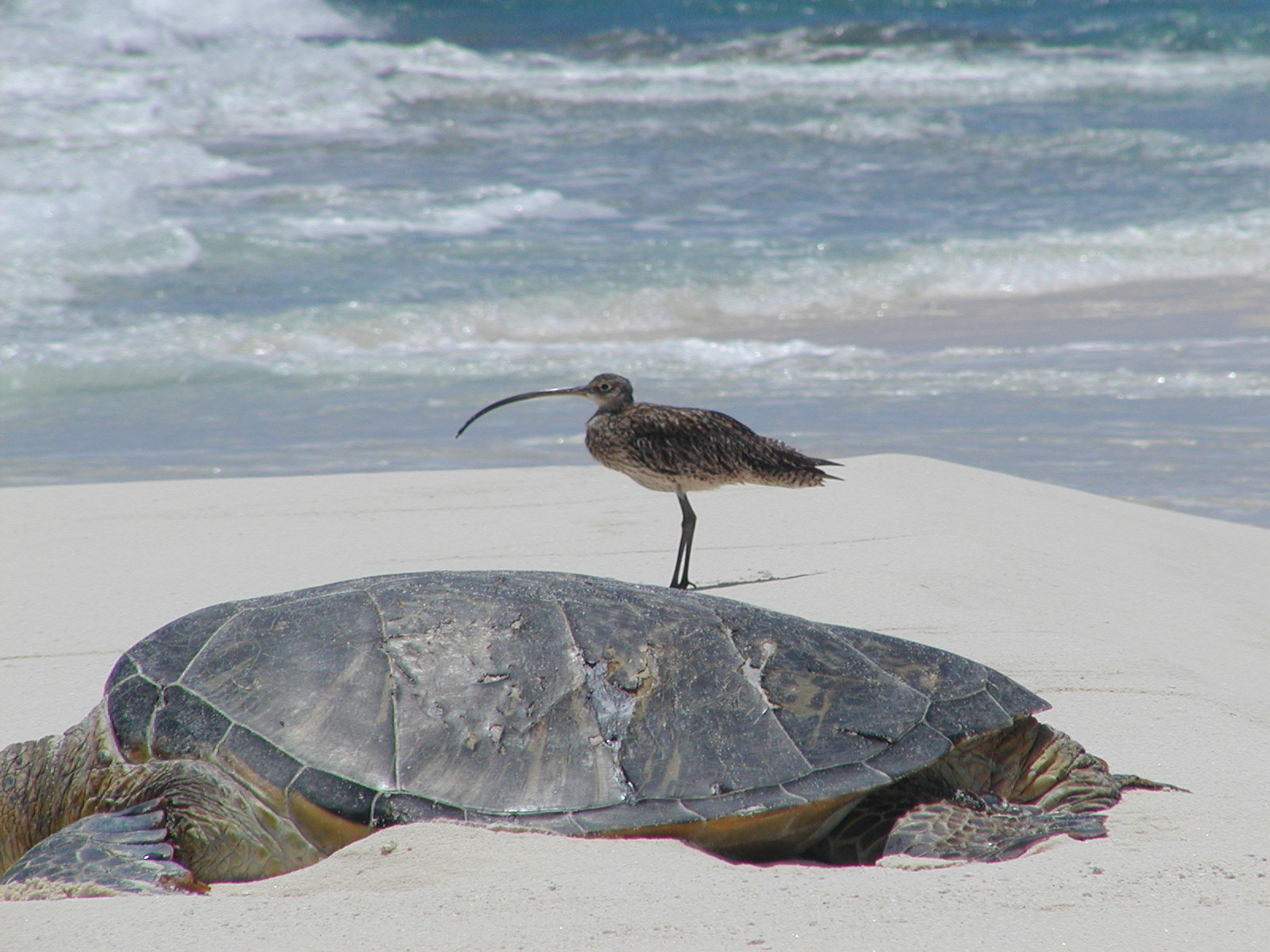

## Status och hot
Orientspoven är en fåtalig art vars cärldspopulation uppskattas till endast 20 000–35 000 individer. Den har minskat kraftigt i antal, troligen på grund av habitatförlust vid de viktigaste rastplatserna vid Gula havet. Jakt, störningar och habitatomvandling i andra delar av utbredningsområdet kan också ha spelat in. Internationella naturvårdsunionen kategoriserar orientspoven som starkt hotad (EN). I Australien betraktas den som akut hotad.